# Theridion flabelliferum
Theridion flabelliferum là một loài nhện trong họ Theridiidae.
Loài này thuộc chi Theridion. Theridion flabelliferum được Arthur T. Urquhart. miêu tả năm 1887.